# トゥーセブンスエンターテイメント
株式会社トゥーセブンスエンターテイメント（Two sevens Entertainment inc.）は、福岡県福岡市に本社と東京都江東区に支社を置く芸能事務所。

## 概要
アーティスト・タレント・モデルが所属する。音楽系を主軸とし、映像制作やイベント事業を展開している。
2010年には野外音楽フェス「KIPフェス」を開催し、イベンター業とタレントやアーティストのキャスティング業に力を入れる。2017年にも福岡百道浜で開催されたBeatJackのキャスティング協力も行う。
2011年には新人の発掘および育成をプロダクション事業を展開し、プロデューサーのYANAGIMANや桜井鉄太郎、深町健二郎と提携している。BASEBALL☆GIRLSをビクターエンタテインメントよりメジャーデビューさせた。また、DJ KEINを中心にケツメイシの大蔵、ORANGE RANGEのRYO、Def TechのShen Brownとともにイベントを展開している。
2016年より、広瀬アリスやリリー・フランキーが出演する劇場映画「巫女っちゃけん。」を制作するにあたり、映画配給会社を都内で設立。 海外映画では、酔拳、マトリックス、キルビルなどを手がけるタイガームービー・ジャパンと提携し、日本のハリウッドスターの発掘もおこなっている。
2017年から、子供達の教育事業として、日本の未来を担う子供達に向け、世界、日本で活躍するタレントやアーティスト、スポーツ選手を繋ぐKIDS EXPOを企画し、総合制作を行い全国へと展開している。
代表者の中山稔己もTrip Jam na-ked（トリップジャム・ネーキッド）としてブロー・ウィンド・レコードからアルバムをリリースしており、また、QunQunや比花知春などのプロデュースを行い、比花知春の『Contrast』をSWORD RECORDSからリリースさせた。BASEBALL☆GIRLSやGreat Fantastic Everydayなどいくつかの所属アーティストプロデュースも行なっている。また、三国ヒーローズなどのゲーム音楽へ楽曲提供も行なっている。

## アーティスト
- 平義隆
- Trip Jam na-ked
- BASEBALL☆GIRLS
- Great fantastic Everyday
- 中山稔己

## プロデューサー
- 平義隆
- 桜井鉄太郎
- YANAGIMAN
- 深町健二郎

### タレント・モデル
- chelu
- 木村亮子
- 篠原嵩人